# Felice Soldini
Felice Soldini, né à Melide le 26 octobre 1915 et mort le 15 janvier 1971, est un footballeur international suisse, jouant comme défenseur.